# Nazionale maschile di pallamano della Danimarca
La nazionale di pallamano maschile della Danimarca è la rappresentativa pallamanistica maschile della Danimarca ed è posta sotto l'egida della Federazione danese di pallamano (Dansk Håndbold Forbund) e rappresenta il paese nelle varie competizioni ufficiali o amichevoli riservate a squadre nazionali.
Nel suo palmarès vanta due medaglie d'oro olimpiche, quattro campionati mondiali e due campionati europei.

## Palmarès

### Olimpiadi
- (2016, 2024)
- (2020)

### Mondiali
- (2019, 2021, 2023, 2025)
- (1967, 2011, 2013)
- (2007)

### Europei
- (2008, 2012)
- (2014, 2024)
- (2002, 2004, 2006, 2022)

### Competizioni principali
- 1936: non qualificata
- 1972: 13º posto
- 1976: 8º posto
- 1980: 9º posto
- 1984: 4º posto
- 1988: non qualificata
- 1992: non qualificata
- 1996: non qualificata
- 2000: non qualificata
- 2004: non qualificata
- 2008: 7º posto
- 2012: 5º posto
- 2016:  Campione
- 2020:  2º posto
- 2024:  Campione

- 1938: 4º posto
- 1954: 5º posto
- 1958: 4º posto
- 1961: 5º posto
- 1964: 7º posto
- 1967:  2º posto
- 1970: 4º posto
- 1974: 8º posto
- 1978: 4º posto
- 1982: 4º posto
- 1986: 8º posto
- 1990: non qualificata
- 1993: 9º posto
- 1995: 19º posto
- 1997: non qualificata
- 1999: 9º posto
- 2001: non qualificata
- 2003: 9º posto
- 2005: 13º posto
- 2007:  3º posto
- 2009: 4º posto
- 2011:  2º posto
- 2013:  2º posto
- 2015: 6º posto
- 2017: 10º posto
- 2019:  Campione
- 2021:  Campione
- 2023:  Campione
- 2025:  Campione

- 1994: 4º posto
- 1996: 12º posto
- 1998: non qualificata
- 2000: 10º posto
- 2002:  3º posto
- 2004:  3º posto
- 2006:  3º posto
- 2008:  Campione
- 2010: 5º posto
- 2012:  Campione
- 2014:  2º posto
- 2016: 6º posto
- 2018: 4º posto
- 2020: 13º posto
- 2022:  3º posto
- 2024:  2º posto